# Lacollonge
Lacollonge ist eine französische Gemeinde mit 234 Einwohnern (Stand: 1. Januar 2022) im Territoire de Belfort in der Region Bourgogne-Franche-Comté. Die Bewohner werden Lacollongeois und Lacollongeoises genannt.

## Geographie
Lacollonge liegt auf 360 m Meereshöhe, etwa acht Kilometer ostnordöstlich der Stadt Belfort (Luftlinie). Das Dorf erstreckt sich im Norden der Burgundischen Pforte, auf dem Plateau im Vorland der Vogesen, in der weiten Mulde am Bachlauf der Madeleine.

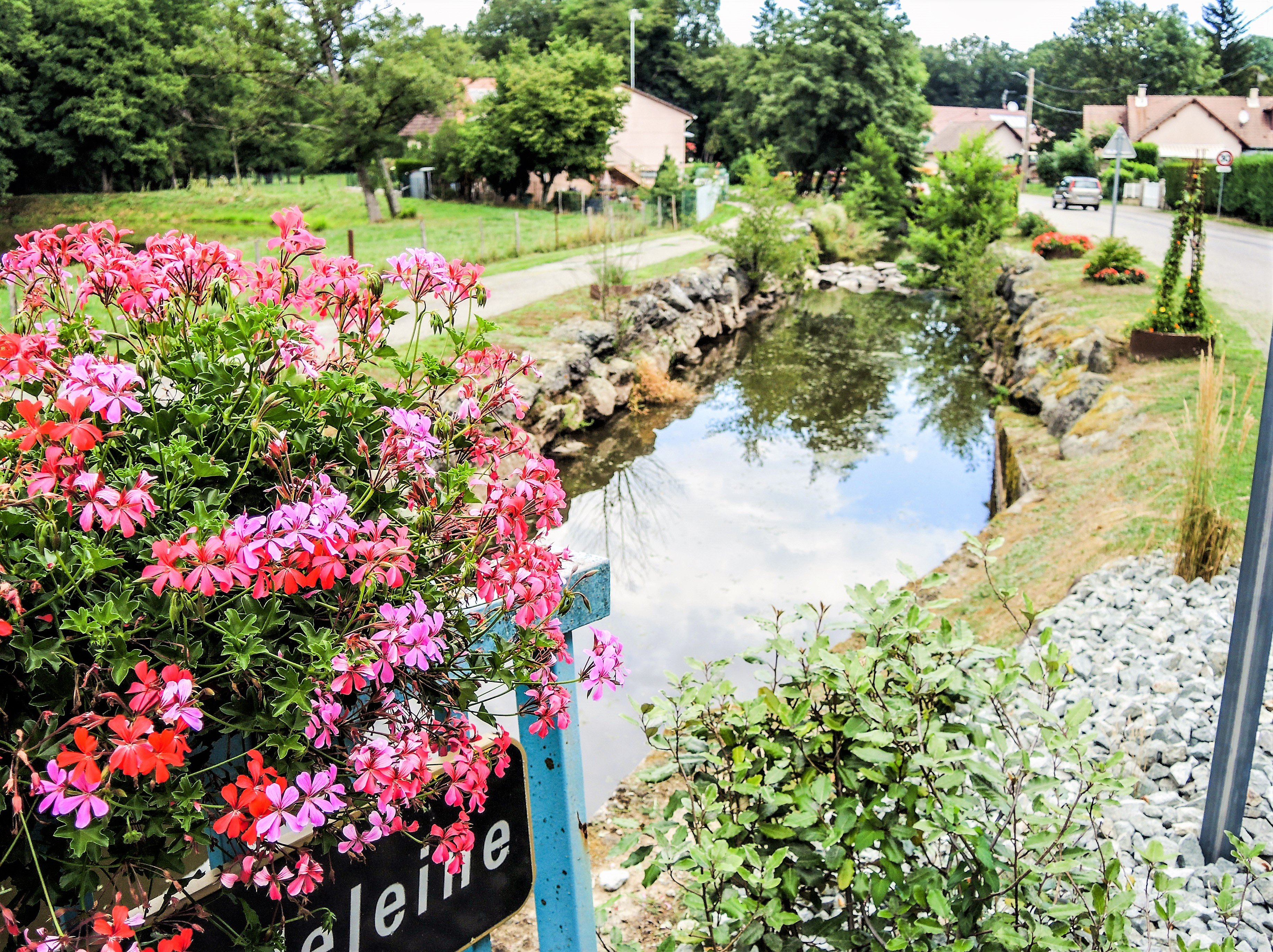
Die Madeleine bei Lacollonge

Die Fläche des 1,92 km² großen Gemeindegebiets umfasst einen Abschnitt der nur schwach reliefierten Landschaft im Bereich der Burgundischen Pforte (Trouée de Belfort). Der zentrale Teil des Gebietes wird in Nord-Süd-Richtung von der Madeleine durchquert, die sich in einer rund ein Kilometer breiten Talmulde bewegt und für die Entwässerung nach Süden über die Bourbeuse zur Allaine sorgt. Die Fläche ist teils mit Acker- und Wiesland, teils mit Wald bedeckt. Nach Westen erstreckt sich das Gemeindeareal auf das Plateau von Menoncourt, nach Osten auf die Anhöhe der Waldung Fahy. Hier wird mit 381 m die höchste Erhebung von Lacollonge erreicht.
Nachbargemeinden von Lacollonge sind Menoncourt im Norden, Larivière und Fontaine im Osten sowie Phaffans im Süden und Westen.

## Geschichte
Auf dem Gemeindegebiet von Lacollonge wurde ein gallischer Bronzehelm aus der La-Tène-Zeit gefunden (heute im Museum in Belfort). Erstmals urkundlich erwähnt wird der Name La Quelonge im Jahr 1196, doch ist nicht klar, ob es sich dabei um das heutige Lacollonge handelte. Gesichert ist erst die Nennung von 1573. Seit Mitte des 14. Jahrhunderts befand sich das Gebiet unter der Oberhoheit der Habsburger. Zusammen mit dem Sundgau kam Lacollonge mit dem Westfälischen Frieden 1648 an die französische Krone. Seit 1793 gehörte das Dorf zum Département Haut-Rhin, verblieb jedoch nach dem Deutsch-Französischen Krieg 1871 als Teil des arrondissement subsistant du Haut-Rhin im Gegensatz zum restlichen Elsass bei Frankreich. Seit 1997 war Lacollonge zunächst Mitglied des Gemeindeverbandes Communauté de communes du Tilleul, der 2017 in die Grand Belfort Communauté d’Agglomération aufging. Es ist kirchlich von Phaffans abhängig.

## Bevölkerung
| Jahr      | 1962 | 1968 | 1975 | 1982 | 1990 | 1999 | 2007 | 2013 | 2020 |
| Einwohner | 68   | 71   | 153  | 182  | 198  | 221  | 239  | 250  | 226  |

Mit 234 Einwohnern (1. Januar 2022) gehört Lacollonge zu den kleinen Gemeinden des Département Territoire de Belfort. Nachdem die Einwohnerzahl in der ersten Hälfte des 20. Jahrhunderts klar abgenommen hatte (1891 wurden noch 140 Personen gezählt), wurde seit Beginn der 1970er Jahre wieder ein kräftiges Bevölkerungswachstum verzeichnet. Seither hat sich die Einwohnerzahl mehr als verdoppelt.

## Wirtschaft und Infrastruktur
Lacollonge war bis weit ins 20. Jahrhundert hinein ein vorwiegend durch die Landwirtschaft (Ackerbau, Obstbau und Viehzucht) und die Forstwirtschaft geprägtes Dorf. Die Wasserkraft der Madeleine wurde früher für den Betrieb einer Mühle und einer Gerberei genutzt. Heute gibt es verschiedene Betriebe des lokalen Kleingewerbes. Mittlerweile hat sich das Dorf zu einer Wohngemeinde gewandelt. Viele Erwerbstätige sind auch Wegpendler, die in den Agglomerationen Belfort und Mülhausen ihrer Arbeit nachgehen.
Die Ortschaft ist verkehrstechnisch gut erschlossen. Sie liegt an einer Departementsstraße, die von Roppe nach Fontaine führt. Der nächste Anschluss an die Autoroute A 36, welche das Gemeindegebiet durchquert, befindet sich in einer Entfernung von ungefähr drei Kilometern. Weitere Straßenverbindungen bestehen mit Bessoncourt und Phaffans.